# Dennis Storhøi
Jahn Dennis Storhøi (nascido em 15 de Julho de 1960 em Fredrikstad, Noruega) é um actor norueguês.
É um actor de teatro aclamado na Noruega, tendo ganho diversos prémios. Porém, é mais conhecido pelo seu papel como Herger, no filme The 13th Warrior, de John McTiernan. Em 2007, protagonizou uma representação da peça Um violinista no telhado, levada à cena no teatro novo de Oslo. É casado com Mona Keilhau Storhøi e tem três filhos, dois dos quais de um casamento anterior.

## Filmografia
- 1988 : Kamilla og tyven, Sebastian Kåk
- 1989 : Kamilla og tyven II, Sebastian Kåk
- 1991 : Buicken - store gutter gråter ikke,  Skar
- 1992 : Dødelig kjemi (série de TV), Sten
- 1994 : Vestavind, (série de TV), Wilhelm Ahlsen
- 1994 : Over stork og stein, Torfinn Kleber
- 1999 : O 13º guerreiro, Herger
- 1999 : Evas øye, Sool
- 2003 : Mia (série de TV), Roald
- 2003 : Kaptein Sabeltann, Langemann (voz)
- 2004 : Seks som oss (série de TV). Erik
- 2004 : Salto, salmiakk og kaffe, Erik
- 2005 : Ved Kongens Bord (série de TV), Arvid Gunnerud
- 2016: Nobel (série de TV), Jørund Ekeberg